# Verșîna, Kuibîșeve
Verșîna (în ucraineană Вершина) este localitatea de reședință a comunei Verșîna din raionul Kuibîșeve, regiunea Zaporijjea, Ucraina.

## Demografie
Componența lingvistică a localității Verșîna
     Ucraineană (91,99%)
     Rusă (7,67%)
     Alte limbi (0,34%)
Conform recensământului din 2001, majoritatea populației localității Verșîna era vorbitoare de ucraineană (91,99%), existând în minoritate și vorbitori de rusă (7,67%).